# Marquis d'Aguilar de Campoo
Pour les articles homonymes, voir Aguilar.
Marquis d'Aguilar de Campoo est un titre de noblesse espagnol. Charles Quint le distingua comme faisant partie des vingt-cinq premiers Grands d'Espagne. L'origine du titre remonte à l'infant Tello de Castille, qui fut le premier seigneur de la ville d'Aguilar de Campoo au XIVe siècle, et à son descendant Garcí Fernández-Manrique de Lara qui en fut le premier marquis.

## Historique
Tello de Castille — fils illégitime d'Alphonse XI, roi de Castille et de León — fut le premier seigneur de la ville d'Aguilar de Campoo au XIVe siècle. Ce titre de seigneur d'Aguilar de Campoo fut confirmée à son fils Juan Téllez de Castille, par Henri II de Castille en 1370.
C'est en 1482 que son descendant Garcí Fernández-Manrique de Lara, 5e seigneur d'Aguilar, comte de Castañeda et Grand Chancelier du Royaume, reçut des Rois Catholiques le droit de se titrer Marquis d'Aguilar de Campoo.
En 1520, lors de la première distinction entre les Grands d'Espagne et les simples titres du royaume, l'empereur Charles Quint reconnut le marquis d'Aguilar de Campoo parmi les 25 premiers Grands d'Espagne.
Plusieurs membres de cette illustre famille devinrent vice-rois, ambassadeurs, membres du Conseil d'État, princes de l'Église et ministres, ainsi que membres de l'ordre de la Toison d'or et de l'ordre de Santiago.

## Liste des seigneurs d'Aguilar de Campoo
1. Tello de Castille (1339-1370) ;
2. Juan Téllez de Castille (es) (1370-1385) ;
3. Aldonza de Castille (es) (1385-1449) ;
4. Juan Fernández Manrique de Lara y de Castilla (es) (1449-1484).

## Liste des marquis d'Aguilar de Campoo
1. Garcí Fernández Manrique de Lara y Enríquez de Ribera (es) (1484-1506) ;
2. Luis Fernández Manrique de Lara y de Almada-Noronha (es) (1506-1534) ;
3. Juan Fernández Manrique de Lara y Manrique de Lara (es) (1534-1553) ;
4. Luis Fernández Manrique de Lara y de Pimentel (1553-1585) ;
5. Bernardo Manrique de Lara y de Mendoza (1585-1597) ;
6. Juan Luis Fernández Manrique de Lara y de la Cerda (1597-1653) ;
7. Bernardino Manrique de Lara y de Haro (1653-1662) ;
8. Bernardino de Silva Mendoza y Manrique de Lara (1662-1673) ;
9. Bernardino de Silva Fernández y Manrique de Lara (1673-1675) ;
10. Francisca de Silva Mendoza y Manrique de Lara (1675-1696) ;
11. Antonio de Zúñiga Manrique de la Cueva Silva y Mendoza (1696-1709) ;
12. Mercurio Antonio Manrique de la Cueva Silva y Mendoza (es) (1712-1738) ;
13. Andrés Luis López-Pacheco y Osorio (es) (1738-1747) ;
14. María Ana López-Pacheco y Álvarez de Toledo (es) (1747-1768) ;
15. Pedro de Alcántara Pérez de Guzmán y Pacheco (es) (1768-1779) ;
16. Felipe López-Pacheco y de la Cueva (es) (1779-1798) ;
17. Diego Ventura de Guzmán y Fernández de Córdoba (es) (1798-1805) ;
18. Diego Isidro de Guzmán y de la Cerda (es) (1848-1849) ;
19. Isidro de Guzmán y de la Cerda (1850-1870) ;
20. María del Pilar de Zabala y Guzmán (1871-1915) ;
21. María del Pilar García-Sancho y Zabala (1916-1916) ;
22. Juan Bautista Travesedo y García-Sancho (1917-1952) ;
23. María del Pilar Travesedo y Martínez de las Rivas (1952-2011) ;
24. María del Pilar de las Morenas y Travesedo (2011-) ;